# Djingis Khan (film, 1965)
Djingis Khan, amerikansk-brittisk-tysk-jugoslavisk film från 1965 i regi av Henry Levin. Filmen hade svensk premiär den 30 augusti 1965 och handlar om den mongolisk erövraren Djingis Khan.

## I rollerna
- Stephen Boyd - Jamuga
- Omar Sharif - Djingis Khan
- James Mason - Kam Ling
- Eli Wallach - Shaen av Khwarezm
- Françoise Dorléac - Bortei
- Telly Savalas - Shaen
- Robert Morley - Kejsaren av Kina
- Yvonne Mitchell - Katke
- James Hordern - Geen